# Карреньо, Мария Тереса
Мари́я Тере́са Карре́ньо Гарси́а де Се́на (исп. María Teresa Carreño García de Sena; 22 декабря 1853, Каракас — 12 июня 1917, Нью-Йорк) — венесуэльско-американская пианистка и композитор. В прессе её называли королевой и Валькирией фортепиано, а Джордж Бернард Шоу назвал её «второй Арабеллой Годдард».

## Биография
Мария Тереса Карреньо выросла в музыкальной и литературной семье, в 1862 году переехавшей в США, где основным учителем юной пианистки стал Луи Моро Готшалк. В десятилетнем возрасте дебютировала с Бостонским симфоническим оркестром, выступала в Белом доме перед Авраамом Линкольном.
С 1866 года жила преимущественно в Париже, познакомилась с Гуно и Россини, брала уроки у Антона Рубинштейна, играла вместе с Листом, в 1873 году вышла замуж за скрипача Эмиля Соре.
В 1874 году вернулась в Соединённые Штаты. Пробовала себя как оперная певица, в 1876 году познакомилась с певцом Джованни Тальяпьетрой, исполнявшим заглавную партию в постановке «Дон Жуана» Моцарта, в которой Карреньо пела Церлину, и вступила с ним во второй брак. Вместе Карреньо и Тальяпьетра в 1885—1887 гг. организовали собственную оперную труппу, с которой гастролировали на родине Карреньо в Венесуэле. Неуспех этих гастролей привёл, по-видимому, к обострению отношений между супругами и разводу.
В 1889 году Мария Тереса Карреньо снова отправилась в Европу, успешно провела гастроли в Германии и вышла замуж в третий раз за композитора и пианиста Эжена д’Альбера. Неоднократно гастролировала во всех крупнейших городах Европы, в Северной и Южной Америке, Австралии, Африке; в 1891 году посетила столицу Российской империи город Санкт-Петербург.
Последние годы жизни Карреньо вновь провела в Америке. В 1917 году во время гастролей на Кубе она почувствовала недомогание и умерла вскоре по возвращении в Нью-Йорк. Её похороны собрали цвет международного музыкального сообщества, включая Игнаца Падеревского, Вальтера Дамроша, Франца Кнайзеля, Мишу Эльмана и др.
Оставила около 40 сочинений для фортепиано, вокальной и камерной музыки. Премьерную запись альбома фортепианных пьес Карреньо осуществила в 2013 году Александра Элер.
В Каракасе создан Фонд Тересы Карреньо, действует театр её имени.